# 西拉塞爾冰川

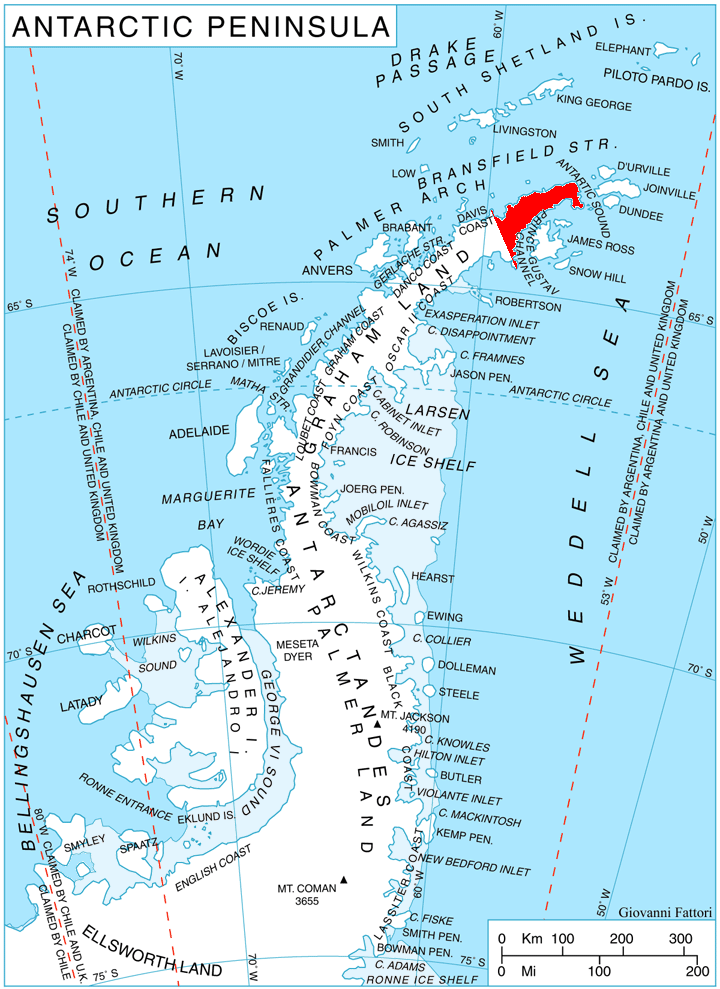

63°40′S 58°50′W / 63.667°S 58.833°W
西拉塞爾冰川（英語：Russell West Glacier）是南極洲的冰川，處於底特律高原的北部，長20公里、寬7公里，與東拉塞爾冰川匯流，最終注入古斯塔夫王子海峽。